# Isak Schlockow
Isak S. Schlockow (* 29. Juli 1837 in Lublinitz; † 2. Juli 1890 in Breslau) war ein deutscher Gerichtsmediziner. Er verfasste Standardwerke zur Gerichtsmedizin, Sanitäts- und Medizinalpolizei. Sein Handbuch für den preußischen Amtsarzt, Der preußische Physikus, war weithin als „der Schlockow“ bekannt. Schlockow studierte zwischen 1856 und 1860 Medizin in Breslau und promovierte mit einer Arbeit zur Wirkung des schwefelsauren Chinins auf tierische Organismen. Er schrieb außerdem einige medizinalstatistische Studien zur Verbreitung der Tuberkulose und zu den Gesundheitsverhältnissen im Bergbau. Ab 1880 war er der Polizei- und Stadt-Physicus von Breslau.

## Schriften
- De chinii sulfurici vi physiologica experimenta nonnulla. Univ., Med. Diss. Vratislaviae, 1859… Lindner, Vratislaviae 1859.
- Der Oberschlesische Industrie-Bezirk mit besonderer Rücksicht auf seine Kultur- und Gesundheits. Verhältnisse ; [Nach amtlichen Quellen]. Korn, Breslau 1876.
- Die Gesundheitspflege und medizinische Statistik beim Preussischen Bergbau …. Heymann, Berlin 1881.
- Der Preussische Physikus. Anleitung zum Physikatsexamen, zur Geschäftsführung der Medizinalbeamten und zur Sachverständigen-Thätigkeit der Aerzte. Enslin, Berlin 1886.
- Gerichtliche Medizin. 2. Auflage. Enslin, Berlin 1889.
- Medizinal- und Sanitätspolizei. 2. Auflage. Enslin, Berlin 1889.
- mit Emanuel Roth und Arthur Leppmann: Der Preussische Physikus. 3. Auflage. Enslin, Berlin 1892.
- mit Emanuel Roth und Arthur Leppmann: Gerichtliche Medizin. 3. Auflage. Enslin, Berlin 1892.
- mit Emanuel Roth und Arthur Leppmann: Medizinal- und Sanitätspolizei. 3. Auflage. Enslin, Berlin 1892.
- mit Emanuel Roth und Arthur Leppmann: Der Kreisarzt. (Neue Folge von: Der preußische Physikus) ; Anleitung zur Kreisarztprüfung, zur Geschäftsführung der Medizinalbeamten und zur Sachverständigen-Thätigkeit der Aerzte ; unter Berücksichtigung der Reichs- und Landesgesetzgebung. 5. Auflage. Schoetz, Berlin 1900-.
- mit Emanuel Roth und Arthur Leppmann: Gerichtliche Medizin und Gerichtliche Psychiatrie. 5. Auflage. Schoetz, Berlin 1900.
- mit Emanuel Roth und Arthur Leppmann: Medizinal- und Sanitätswesen. 5. Auflage. Schoetz, Berlin 1901.